# Deianira chiquitana
Deianira chiquitana là một loài thực vật có hoa trong họ Long đởm. Loài này được Herzog mô tả khoa học đầu tiên năm 1909.